# Viitorul Pământului

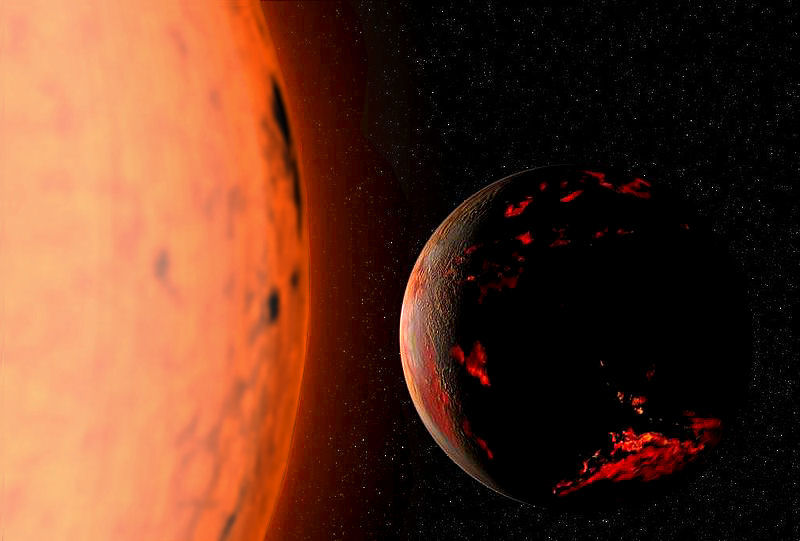
Moartea Pământului, peste 5-7 miliarde de ani

Viitorul Pământului va fi determinat de o varietate de factori, inclusiv de creșterea luminozității Soarelui, pierderea de energie termică din centrul Pământului, perturbații ale altor corpuri din Sistemul Solar și de biochimia de la suprafața Pământului. Teoria lui Milankovitch prezice că planeta va continua să se supună unor cicluri de glaciațiune din cauza excentricității, înclinării axiale și precesiei orbitei Pământului.

## Căldura produsă de către Soare
În viitor (peste 5,4 miliarde de ani), Soarele se va mări devenind o gigantă roșie și va înghiți planeta Mercur , Venus și Pământul. 
Când Soarele va fi foarte aproape de Pământ , oceanele se vor evapora , vara va avea temperaturi extrem de ridicate și , probabil , omenirea va dispărea datorită climei prea năbușitoare.

## Influența omului
Oamenii joacă acum un rol-cheie în biosferă, cu o populație mare care domină multe dintre ecosistemele Pământului. Acest lucru a dus la o extincție pe scară largă, încă în curs de desfășurare, a altor specii, fenomen cunoscut sub numele de extincția holocenică.

## Orbita și rotația
Perturbațiile gravitaționale ale altor planete din Sistemul Solar se combină între ele și influențează/modifică orbita Pământului și orientarea axei sale de spin. Aceste modificări pot influența clima planetară.

## Tectonica plăcilor

Pangeea - ultimul supercontinent

Teoria plăcilor tectonice demonstrează că toate continentele de pe Pământ se deplasează de-a lungul suprafaței cu o rată de câțiva centimetri pe an. Acest lucru este de așteptat să continue și în viitor, ducând la mutarea plăcilor, modificarea continentelor și chiar ciocniri între continente.

## Evoluția solară

Diagrama Soarelui. 1 - Nucleul Soarelui sau miezul. 2 - învelișul miezului, zonă radiativă

Producerea energiei de către Soare se bazează pe fuziunea termonucleară a hidrogenului și transformarea lui în heliu. Acest lucru are loc în nucleul stelei utilizând reacția în lanț proton-proton. Deoarece în nucleul solar nu există nici o convecție, rezultatele procesului de fuziune sunt acumulările de heliu. Temperatura în centrul Soarelui este prea mică pentru fuziunea nucleară a atomilor de heliu prin procesul triplu-alfa, astfel încât acești atomi nu contribuie la producerea de energie netă de care este nevoie pentru a menține echilibrul hidrostatic al Soarelui.
În prezent, aproape jumătate din hidrogenul aflat în miezul soarelui a fost consumat și înlocuit în principal cu heliu. Pentru a compensa reducerea în mod constant a numărului de atomi de hidrogen pe unitatea de masă, temperatura în miezul Soarelui a crescut treptat, printr-o creștere a presiunii. Acest lucru a făcut ca fuziunea hidrogenului rămas să se efectueze într-un ritm mult mai rapid, generând astfel energia necesară pentru a menține un echilibru. Rezultatul a fost o creștere constantă în producția de energie a Soarelui.
Când soarele a devenit o stea pe secvența principală, radia doar 70 % din luminozitatea curentă. Luminozitatea a crescut într-un mod aproape liniar până în prezent, și anume cu circa 1 % la fiecare 110 milioane ani. De asemenea, în următorii 3 miliarde de ani Soarele este de așteptat să devină cu 33 % mai luminos. Combustia cu hidrogenul din nucleu va fi epuizată în cele din urmă peste 4,8 miliarde ani, când Soarele va fi cu 67 % mai luminos decât în prezent. După aceea, Soarele va continua să ardă pe bază de hidrogen în învelișul miezului, până când creșterea luminozității va atinge 121 % din valoarea actuală. Acest lucru marchează sfârșitul duratei de viață a Soarelui pe secvența principală, și, ulterior, acesta se va transforma într-o stea gigantică roșie.
Peste 1015 ani în viitor se crede că Sistemul Solar nu va mai exista.